# Monhystera annulifera
Monhystera annulifera är en rundmaskart som beskrevs av Daday 1905. Monhystera annulifera ingår i släktet Monhystera och familjen Monhysteridae. Inga underarter finns listade i Catalogue of Life.